# White Privilege: Unpacking the Invisible Knapsack
"White Privilege: Unpacking the Invisible Knapsack" o (en español) "Privilegio blanco: vaciando la mochila invisible" es un artículo publicado en 1989 por la académica, feminista y activista contra el racismo Peggy McIntosh. Enumera cincuenta ejemplos o beneficios no explícitos, desde su perspectiva personal, que ilustran el privilegio del que disfrutan las personas blancas en su vida diaria en Estados Unidos.

## Temas tratados
- Factores "invisibles". McIntosh describe el funcionamiento de ciertos "sistemas invisibles",[1] así como se centra principalmente en un "paquete invisible de activos inmerecidos", que examina y al que se refiere usando la metáfora de una mochila.
- El artículo enumera una lista 50 formas que, de acuerdo al análisis de McIntosh, permiten experimentar el privilegio blanco, habiéndose descrito como "pequeños beneficios que los estadounidenses blancos disfrutan diariamente".[6]

## Recepción
The Atlantic ha escrito que la intención del artículo era mover a la "reflexión personal, para mejorar la capacidad de empatía y compasión". Ha sido descrito por Vice como uno de los textos de mayor autoridad que existen sobre el privilegio blanco, y el The Harvard Gazette lo ha llamado "artículo pionero" y el más importante de la carrera académica de McIntosh. Se ha citado como responsable de la popularización del debate sobre el privilegio blanco fuera del pequeño ámbito al que éste solía restringirse, habíendose convertido en un "clásico de las discusiones sobre los sesgos" en la sociedad. En 2018, el artículo había influido en representaciones artísticas y en estudios que se popularizaron en secciones de las redes sociales dedicadas a la justicia social, tales como Tumblr.

## Influencia en la educación
El artículo se ha convertido en uno de los principales recursos educativos a la hora de estudiar el privilegio blanco en Estados Unidos. En 2016, algunas escuelas públicas de la ciudad de Nueva York asignaron este texto como lectura para estudiantes de secundaria. En 2017, un instituto secundario de Caledon (Ontario) incluyó el artículo en su clase de Antropología del undécimo grado. Conor Friedersdorf, periodista de ideas libertarias, ha recomendado que el artículo se incluya en los temarios académicos. El artículo ha inspirado un tipo de ejercicio de dinámica grupal conocido como "privilege walk" y otras actividades similares orientadas a hacer que los alumnos identifiquen sus privilegios de forma muy concreta, aunque la propia McIntosh ha rechazado los privilege walks por "simplificar demasiado la complejidad de la experiencia relacionada con el poder y el privilegio", siendo por tanto algo "contraproducente".